# Битва при Кадисии

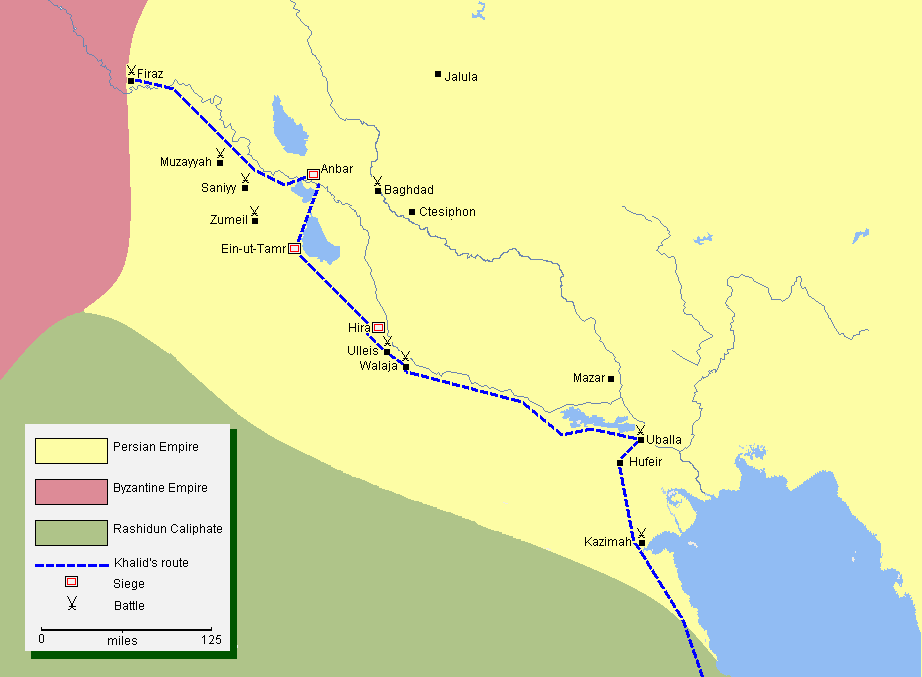
Карта похода арабов на Иран

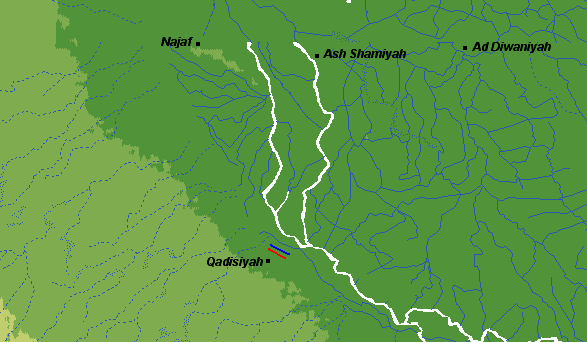
Место битвы при Кадисии. Арабы (красный) — персы (синий)

Битва при Кадисии (араб. معركة القادسية‎ — Ма’ракат аль-Кадисийя; перс. نبرد قادسيه‎) — решающее сражение между войсками Арабского халифата и армией Сасанидского Ирана во время арабского завоевания Ирана, произошедшее, предположительно, 2 декабря 636 года (27 шавваля 15 г. х.), или в конце сентября 636 года.
Командовал сасанидскими войсками (приблизительно около 40 тысяч; 30 или 33 боевых слона) спехбед Ирана Рустам Фаррохзад. Со стороны арабов ему противостояли от 25 до 30 тысяч воинов Саада ибн Абу Ваккаса.

## Предыстория
В 633 году арабы-мусульмане начали войну с сасанидским Ираном вторжением в Месопотамию. В течение двух лет они сумели нанести персам ряд поражений: при переправе через Евфрат, при Уллаисе, при Бувайбе), потерпев лишь одно поражение — в конце 634 года на берегу Евфрата в «Битве у моста».
После временных неудач и вспыхнувшего на их землях антиисламского восстания арабы продолжили вторжение в Иран: халиф Умар принял все необходимые меры для того, чтобы собрать и послать свежие силы. Организация похода была поручена Са'ду ибн Абу Ваккасу, одному из самых первых сподвижников Мухаммеда, проявившему себя еще в сражениях с участием пророка. Весной Са'д с войском прибыл в Шараф и соединился с отрядами Башира. Сасанидской армии противостояло теперь тридцатитысячное ополчение мусульман.
Персам стало очевидно, что арабскую угрозу нельзя недооценивать. Иранский полководец Рустам, бывший фактическим хозяином положения в Ктесифоне при несовершеннолетнем правителе государства Йездигерде III, назначенный главнокомандующим, велел собрать ополчение из всех областей Ирана. Затем армия во главе с Рустамом выдвинулась в район наступления мусульманских войск и в итоге стала лагерем у Кадисии. В течение двух (по другим источникам — четырёх) месяцев ни одна из армий не решалась начинать сражения. Рустам надеялся договориться с арабами и лишь после бесплодных переговоров начал действовать.
Встал вопрос о том, кому следует перейти Атик, чтобы начать сражение. Мусульманские послы настаивали на том, чтобы этот шаг сделали персы, и Рустам согласился. Он отказался от их предложения воспользоваться для переправы мостом, который контролировали мусульмане, и приказал строить в другом месте плотину. Напротив, Кудайса, где расположился центр мусульманского войска, в течение ночи персы построили плотину через Атик, применив в качестве строительного материала землю, тростник и седла, и начали переправу. Они заняли западный берег протока, охранявшийся прежде авангардом противника, и стали развертывать боевые порядки.

## Ход сражения
Само сражение было очень ожесточённым и длилось 4 дня.

### Первый день
Персидское войско, перейдя канал Атик, расположилось на его западном берегу в следующем боевом порядке. В центре находился на троне с навесом сам командующий Рустам. Правым флангом командовал Хормузан. Между ним и центром стоял отряд передовых (авангарда) во главе с Джалиносом. А между левым флангом (командир Бахман Джадуйе) и центром стоял отряд Перозана. У иранцев были и наёмники (согласно Табари, 30 тыс. воинов), многие из которых были скованы цепью, чтобы они не смогли отступить. Также согласно сообщению Табари, у иранцев в центре находилось 18 слонов, 8 на одном фланге и 7 на другом. Боевой порядок арабов был похож на персидский — центр, правое и левое крыло. Главнокомандующий арабов Саад ибн Абу Ваккас, по болезни или другой причине, поручил общее командование Халиду ибн Урфуте (центр), несмотря на недовольство некоторых военачальников. Но бесспорно то, что Саад сам контролировал и командовал армией (через гонцов-адъютантов). Правое крыло возглавлял Джарир ибн Абдаллах Баджали. Левое — Кайс ибн Макшух. Арабы после троекратного такбира (возгласа «Аллах велик!») двинулись вперёд. Битва началась с поединков, предшествовавших началу полномасштабного сражения (в первом же поединке был побеждён и пленён знатный перс Хормузд из рода Сасанидов). Персы ввели в бой слонов, с лучниками в башнях. Атака слонов была настолько успешна, что арабы племени баджила не были до конца истреблены только благодаря пришедшим им на помощь арабам из племени асад. За слонами шли отряды иранской конницы, их вели военачальники Бахман Джадуйе и Джалинос. Теперь помощь требовалась уже племени асад. Конница арабов в панике от слонов отступала, под градом стрел лучников из башен. И хотя пехота арабов ещё держалась, над их войском нависла угроза поражения. Арабский командующий Саад ввёл в бой основные силы, в том числе тамимитов. Боевые слоны персов, успешно наступая, увлеклись и оказались в гуще арабского войска. Арабы, из которых особо отличились тамимиты, в упорном бою смело сражались против слонов, стараясь копьями и стрелами поразить животных в глаза или хоботы. Также одни арабы перерезали подпруги, удерживающие башни на спинах слонов (поэтому большая часть башен с их экипажами оказались на земле), а другие успешно метали стрелы в иранских лучников в башнях. И хотя арабы понесли большие потери, атака врага была отражена, иранцы стали отступать. Бой шёл до наступления ночи, затем войска вернулись на исходные позиции.

### Второй день
Утром к арабам прибыл авангард отряда, шедшего им на помощь из Сирии (по одним данным — 6 тыс. воинов, по другим — 10 тыс.) посланного халифом после взятия Дамаска. Этот авангард — одна тысяча всадников под командой Каака ибн Амра, принял участие в битве, возобновившейся ближе к полудню. В поединках успех сопутствовал арабам, у иранцев были убиты военачальники Бахман Джадуйе, Биндуван (брат командующего Рустама), военачальник Перозан (сражённый прибывшим из Сирии Кааком ибн Амром). В этот день иранцы не могли применить свою ударную силу — слоны в битве не участвовали, башни многих были срезаны и разломаны накануне. Арабы взяли инициативу в свои руки, они снарядили верблюдов (защитив их бронёй и кольчугами) сиденьями-паланкинами, посадив на них лучников, и атаковали иранскую конницу. Теперь конница иранцев пришла в ужас от вида и запаха непривычных животных. Арабы успешно атаковали центр персидского войска. Однако стойкость иранской пехоты не позволила арабам развить успех. Персы несли большие потери, следует добавить, что в течение дня к арабам подходили воины отряда, шедшего из Сирии. С наступлением сумерек бой был остановлен. Согласно Табари, в этот день погибло 2 тыс. или 2,5 тыс. мусульман и 10 тыс. неверных (персов).

### Третий день
Арабы применили военную хитрость: прибывший накануне авангард (одна тысяча воинов Каака ибн Амра) отряда из Сирии под покровом ночи скрытно ушёл, а утром вернулся, как будто к арабам пришёл ещё один большой отряд арабских воинов. Сотня подходила за сотней, на виду построенных для битвы персов и арабов. Персы, да и арабы вначале, приняли его за новое подкрепление. Мусульмане возблагодарили Аллаха и пошли в атаку. После поединков началось общее сражение. Иранцы смогли в этот день вновь использовать боевых слонов. Теперь каждого слона охраняли пешие и конные воины, которые должны были не позволять арабам перерезать подпруги у слонов, и поражать хобот и глаза животных. Согласно Табари, от такой заботы слоны стали ручными и их боевой пыл утих, что дало возможность арабам поразить глаза и хобот двух главных слонов, которые от боли повернули и увлекли за собой остальных животных, приведя в беспорядок ряды персов. Но и арабам не удалось успешно использовать своих боевых верблюдов, многие из этих животных были изранены и убиты. Во второй половине дня к персам прибыли подкрепления из Ктесифона, а к арабам подошли 700 воинов во главе с Хашимом (это было подразделение отряда, шедшего из Сирии). Отряд Хашима специально подходил к полю боя группами по 70 воинов, демонстративно растянувшись, чтобы создать видимость постоянно прибывающих войск. Шёл упорный бой, обе стороны несли большие потери, и к вечеру битва имела вид всеобщей рукопашной схватки (Табари, I, стр. 2326). Вечером Рустам изменил тактику, вместо боя отрядами он применил оборонительное линейное построение, построив 13 непрерывных линий, одну за другой, фланги которых округло загибались. Как продолжает Табари (I, 2329—2331), Саад тоже перегруппировал войско, выстроив его в 3 линии: первую заняли всадники, вторую — пехотинцы с мечами и копьями, третью — лучники. Арабы яростно атаковали, не дождавшись условного сигнала (Табари, I, стр. 2332). Битва продолжалась в боевых порядках и ночью, и как сообщал участник, звон оружия разносился, как от множества наковален, а оба командующие уже не могли влиять на ход битвы, связи с войсками у них не было (Табари, I, стр. 2333).

### Четвёртый день
Утром арабы атаковали центр персидской армии, противники бились, напрягая последние силы, и долгое время было не ясно, кто победит. И вот, когда солнце поднялось повыше, подул ураганный западный ветер, который нёс тучи чёрного песка и пыли в лицо иранцам. Арабы решили, что это Аллах помогает им, и усилили натиск. Им в очередной атаке удалось разгромить центр войска персов. Ветер разметал ставку Рустама, сбросил в канал Атик навес над его троном. Хотя фланги персов и сохранили боевой строй, дело было сделано. Отряд арабов прорвался к ставке персидского полководца, и Рустам погиб в бою. Мусульмане захватили Знамя Сасанидов («Деравш Кавиани», сшитое из леопардовых шкур и украшенное драгоценными камнями, источники оценивают его в 1 миллион 200 тысяч драхм). Иранское войско было потрясено гибелью своего командующего и, придя в смятение, стало отступать.
Джалинос, взяв командование на себя, велел войску переправляться на другой берег Атика. Много персов было убито арабами, и множество утонуло в реке. Те персидские наёмники, что были скованы цепью и не имели возможности уйти, были все перебиты арабами. А тридцать с лишним сотен персов остались, во главе с семью или восемью военачальниками (среди которых Хормузан и Зад сын Бухейша), чтобы с честью умереть на поле боя. Как сообщают Табари (I, стр. 2345—2346) и Балазури (стр. 259), их атаковал десятитысячный отряд арабов, и половина отважных была убита, другим всё таки пришлось отступить. Джалинос был настигнут на дороге в Наджаф другим арабским отрядом и убит. И в этот день на поле боя было убито 6 тыс. арабов и 10 тыс. персов, не считая утонувших в канале Атик (Табари, I, стр. 2337—2339). Так закончилась битва при Кадисии.

## Результаты
Несмотря на очень серьёзные потери (до трети армии убитыми), понесенные арабами, они одержали полную победу: крупнейшая персидская армия была разбита и, по существу, перестала существовать. Участь государства Сасанидов, в последующие годы уничтоженного арабами, была предрешена.

## Отражение в кино и литературе
- Исторический фильм Аль-Кадисия, режиссёр Салах Абусейф, Ирак, 1981 год.
- Умар ибн аль-Хаттаб (сериал). Марокко, 2012 год.

## Схемы сражения

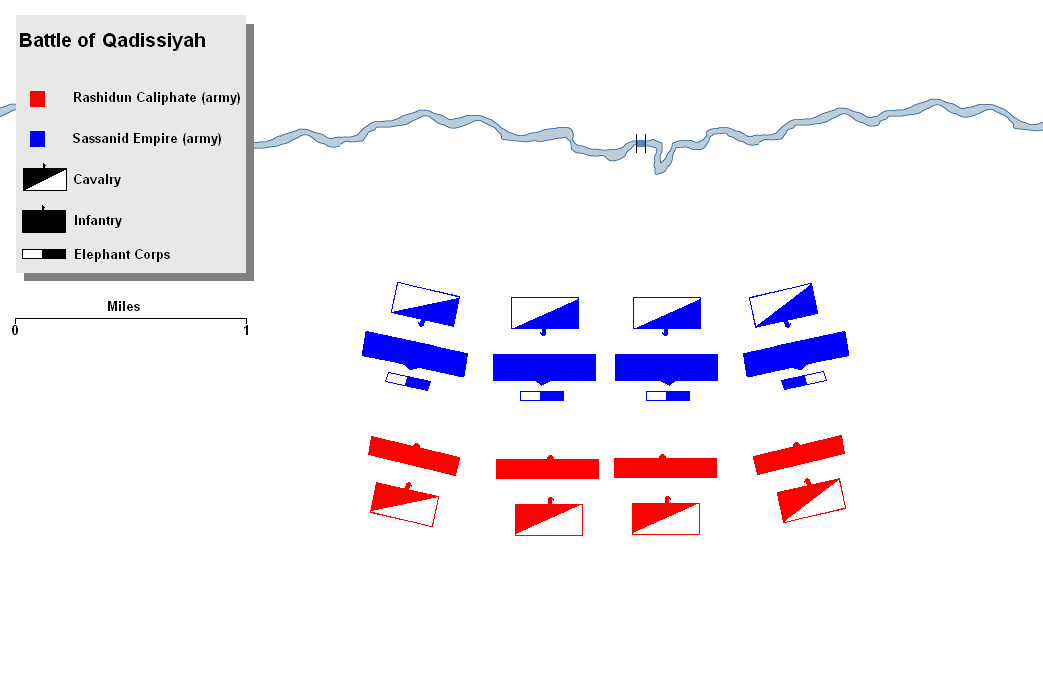
Тактическое развертывание
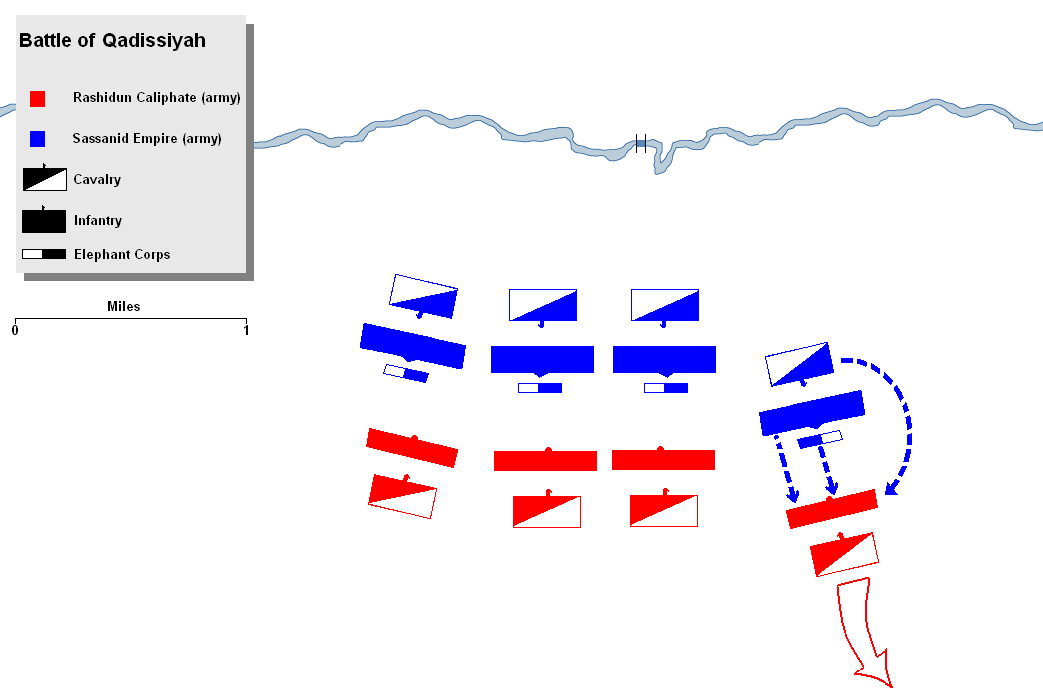
Персидское левое крыло отодвинуло мусульманское правое крыло
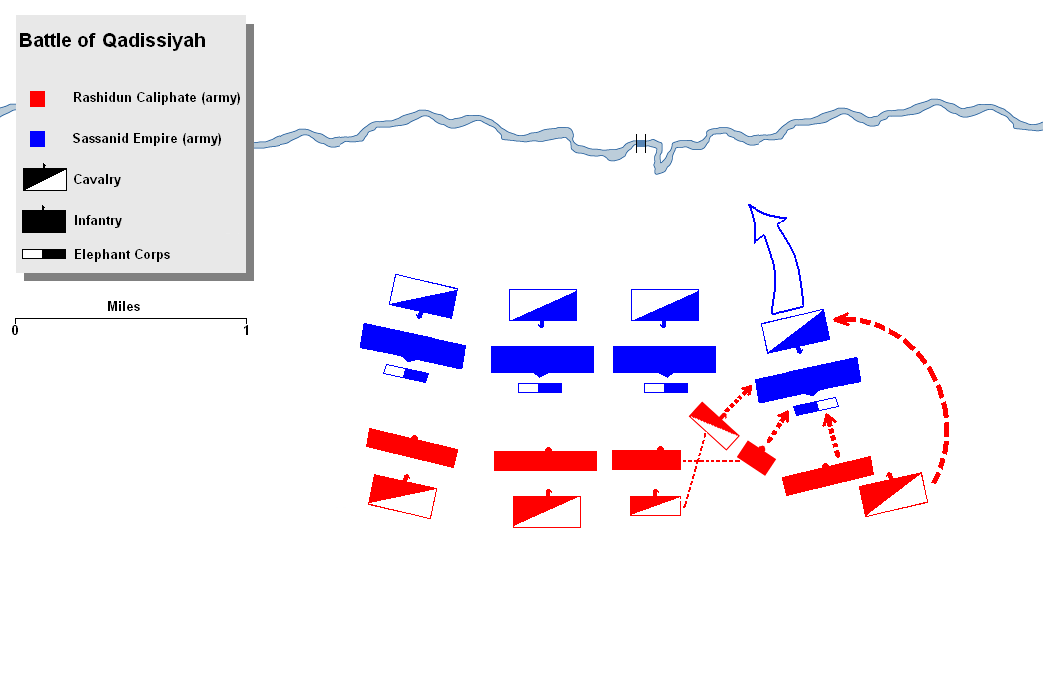
Кавалерийские и пехотные полки из мусульманского правого центра укрепляют мусульманское правое крыло и отбивают персидское левое крыло
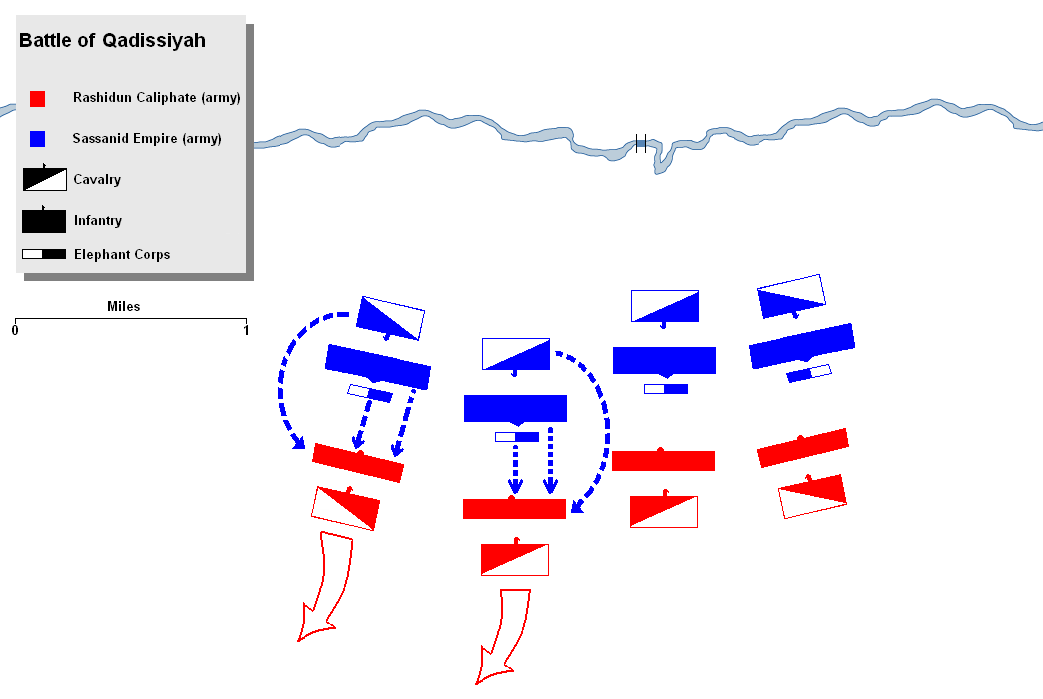
Персидские правое крыло и правый центр атаковали и оттеснили мусульманский соответственный корпус
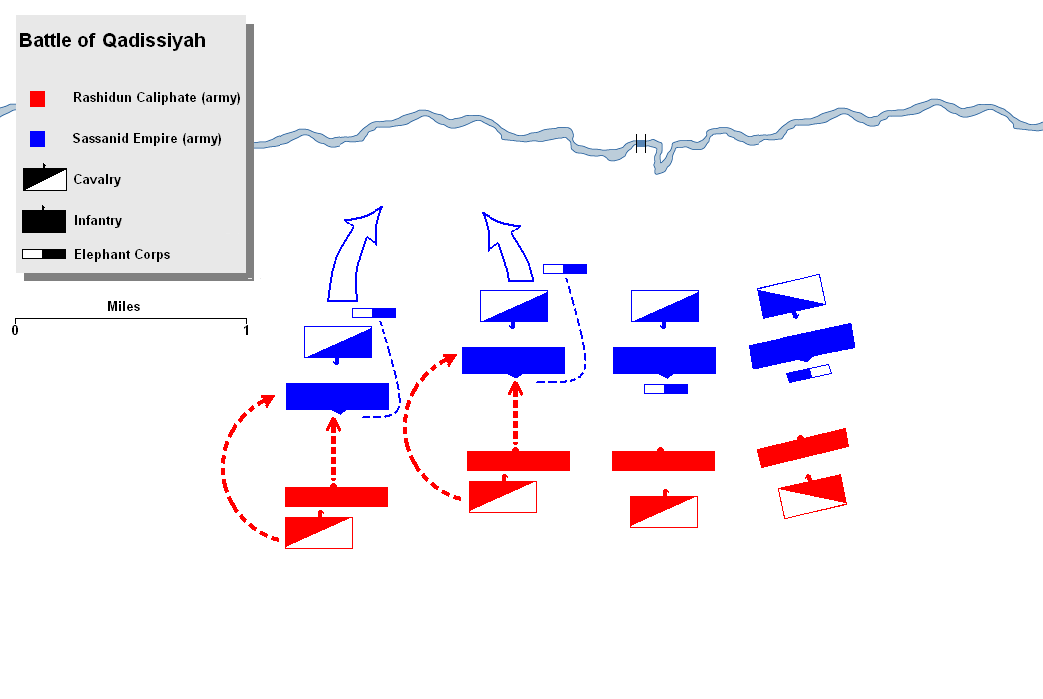
Мусульманам удается развернуть слонов Сассанидов, после чего атака двумя первыми на персидское правое крыло и правый центр фланга, с кавалерийскими атаками на фланг и пехоту с тыла
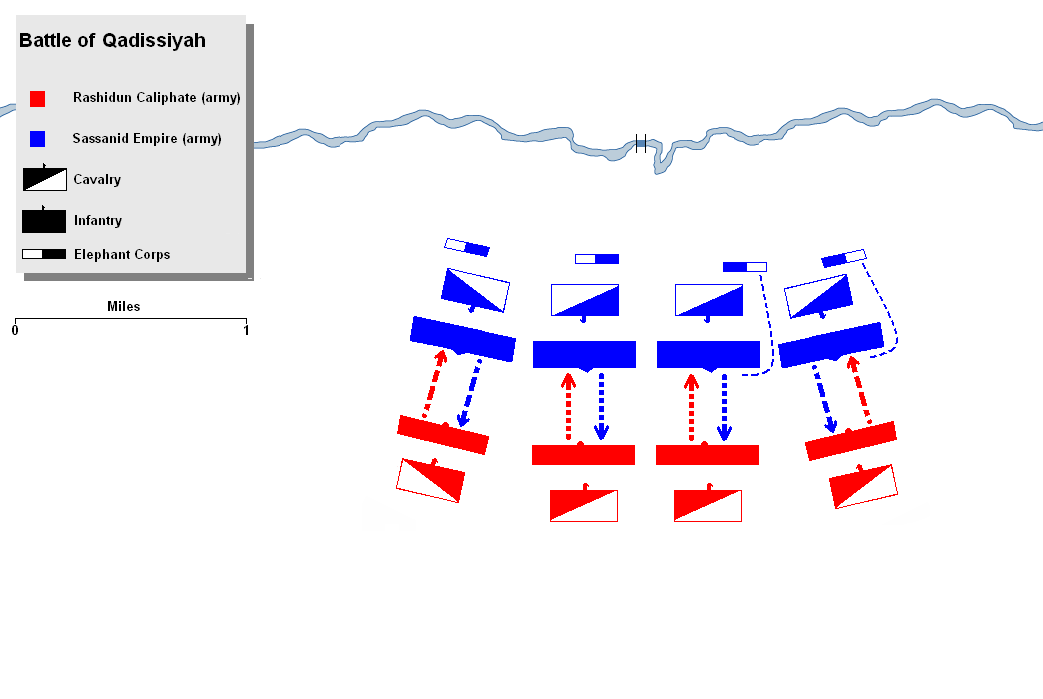
Общее нападение мусульман на персидский фронт
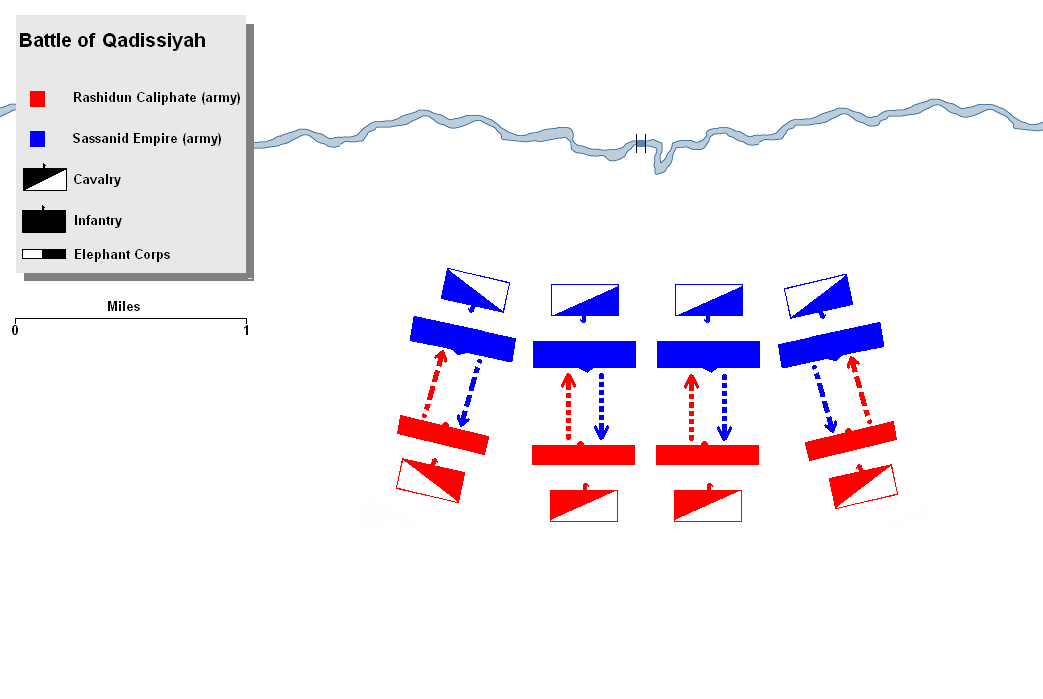
Рустам приказал общему нападению на мусульманский фронт
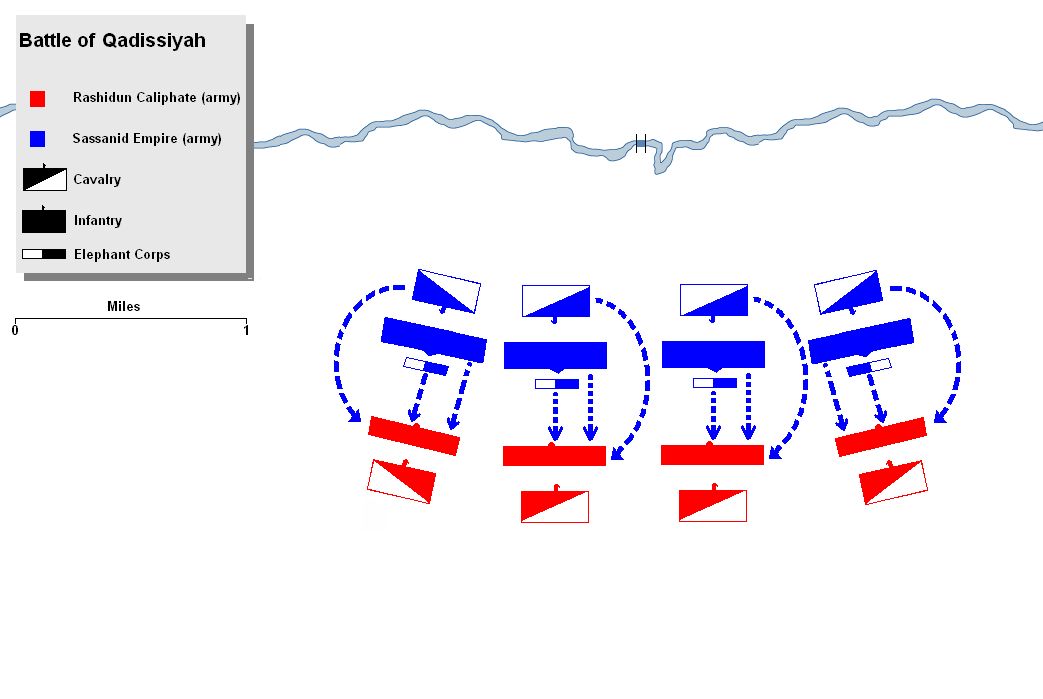
Персы атакуют мусульман, используя слоновый корпус
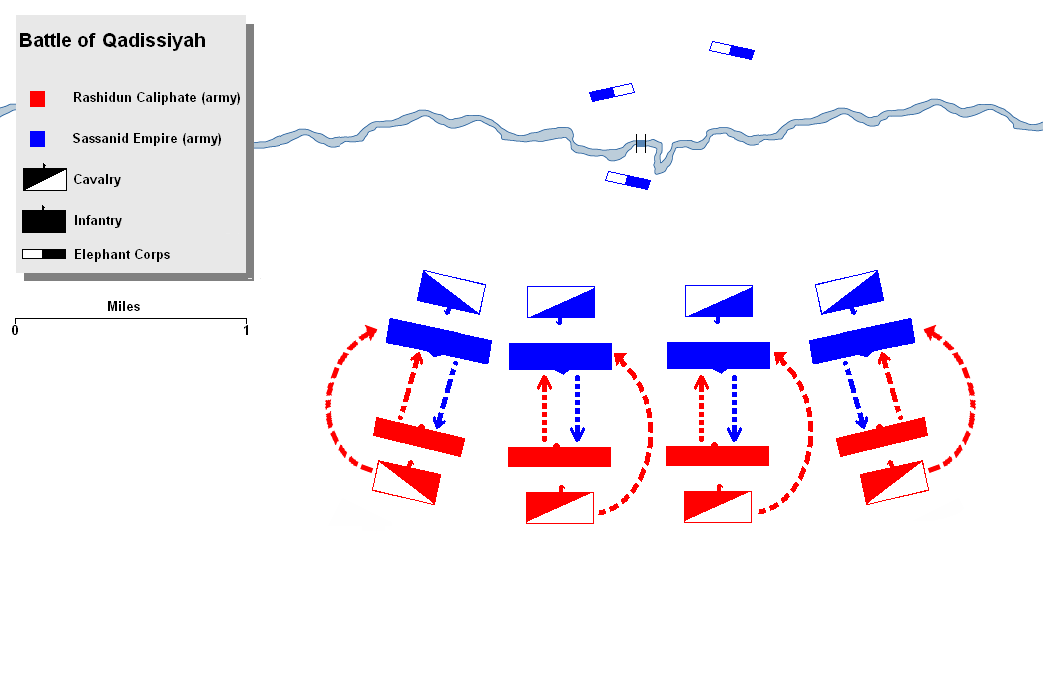
Персидская атака отбита назад, со слонами, сбитыми с поля навсегда
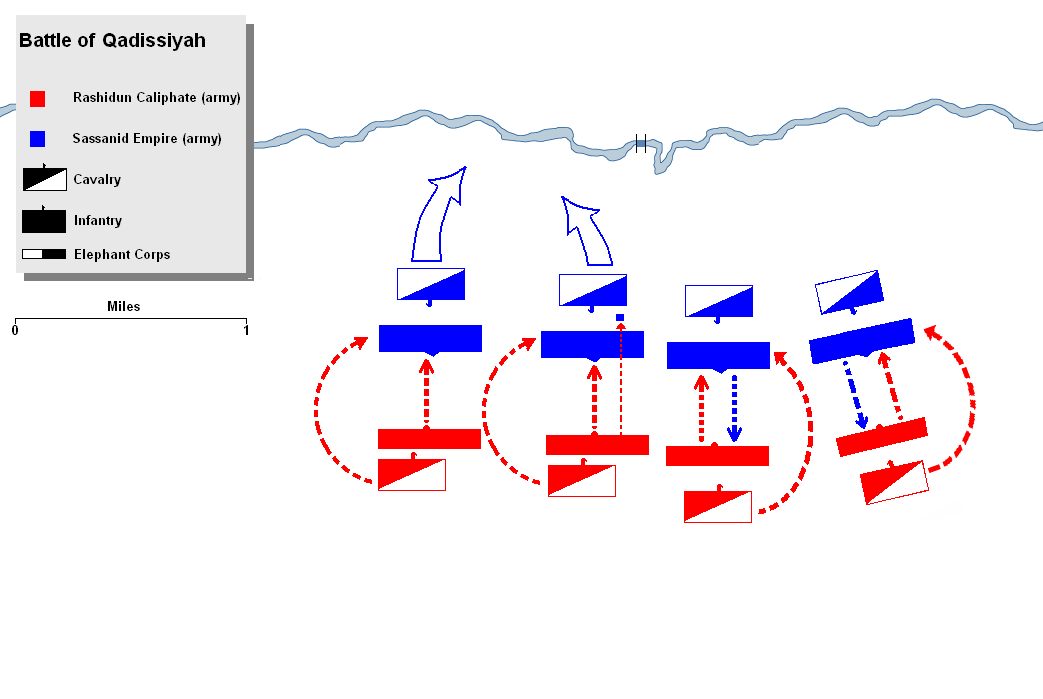
Мусульмане атакуют персидский фронт, люди Кака пробились в правый центр персидской армии и убили Рустама
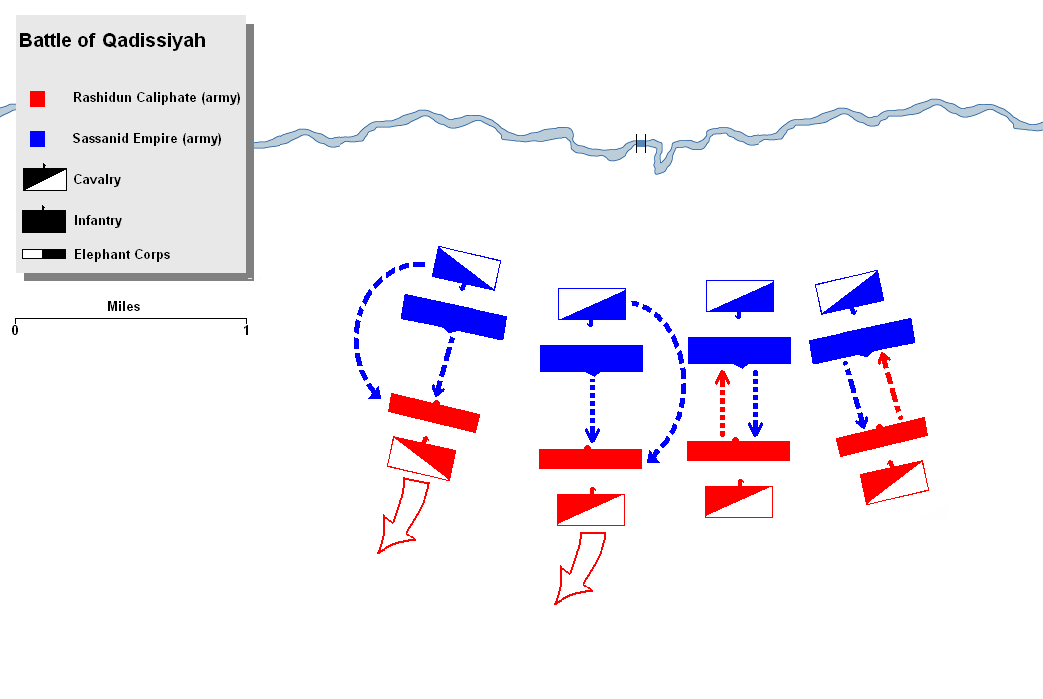
Мусульманские атаки были отбиты правыми крылами персов и правым центром
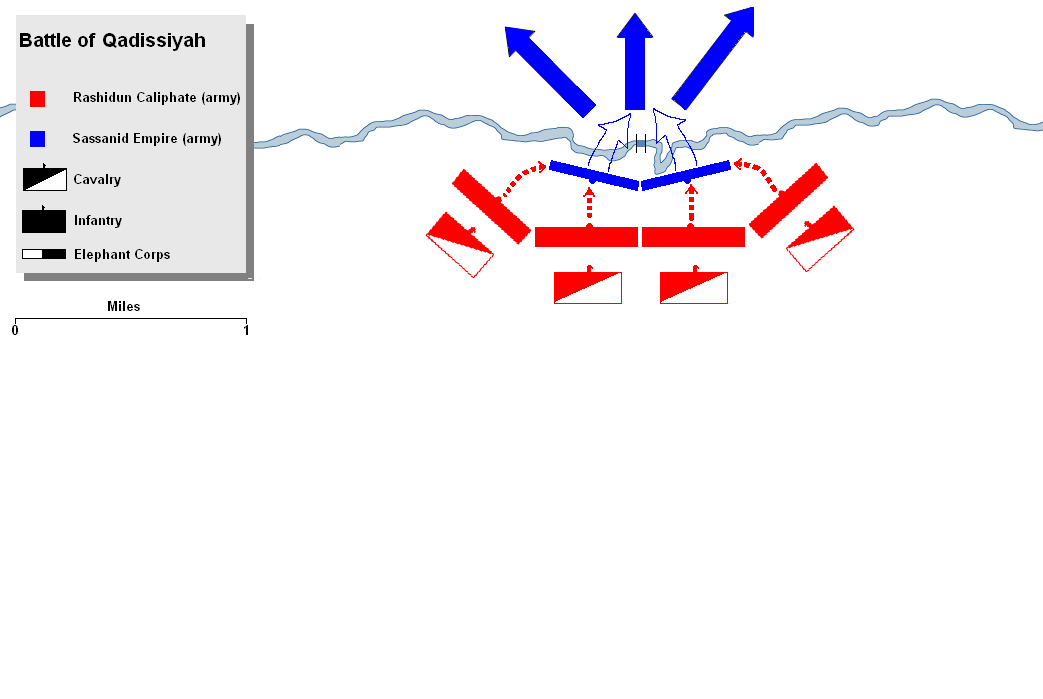
Персы отступают через реку